# Дрво Мира
Иницијатива „Дрво Мира“ има за циљ очување историјског сећања, промовисање идеја мира и пријатељства међу народима и ширење еколошке поруке садњом дрвећа као симбола мира и међурелигијског дијалога. Иницијатива повезује два важна питања нашег времена, прво је мир, а друго климатска криза. Пројекат, уз подршку Министарства спољних и европских послова Словачке Републике, спроводи словачко удружење „Servare et Manere“ са специјалним консултативним статусом при Економском и Социјалном савету унутар Уједињених нација.
Пројекат Дрво мира – као пројекат под заштитом Републике Словачке са назнаком Добра идеја Словачка, идеје из Словачке – у међувремену је 37 пута реализован у многим земљама Европе, међу којима су Србија, Аустрија, Лихтенштајн, Нови Зеланд, Русија, Фиџи, Узбекистан, Словачка, Велика Британија, Француска Полинезија, Аустралија, Пољска, САД и у другим земљама. До сада (2024) је засађено 37 стабала мира у 22 земље на 4 континента.